# 长身鳢
长身鳢（学名：Channa siamensis）为鳢科鳢属的鱼类。在中国，分布于澜沧江水系等。该物种的模式产地在泰国。种加名 siamensis 意为“暹罗的”。